# Зверков, Валерий Акимович
Валерий Акимович Зверков (15 февраля 1970) — советский и российский футболист. Играл на позициях полузащитника и нападающего.

## Карьера
Профессиональную карьеру начинал в 1986 году в «Торпедо» из Волжского. В 1987 году играл за «Светотехнику». Откуда перешёл в камышинский «Текстильщик», за который в 1988 году провёл 15 матчей. В 1989 году вернулся в «Светотехнику», в том же году играл за саранский любительский клуб «Буревестник». В 1990 году выступал за ростовский СКА. В 1991 году играл за батайский клуб «Локомотив» в первенстве любителей. После распада СССР вернулся в Камышин. За «Текстильщик» в высшей лиге дебютировал 29 июня 1992 года в домашнем матче 11-го тура против московского ЦСКА, выйдя на 64-й минуте встречи на замену Валерию Заздравных, однако через 11 минут он был заменён на Сергея Логинова. С 1993 по 1994 годы играл за арзамасское «Торпедо». В 1995 году выступал за клуб «Трион-Волга». В 1998 году вернулся в Торпедо, за которое провёл 6 матчей и завершил профессиональную карьеру в том сезоне. В 2000 году играл за любительский клуб «Почтовик». В 2007 году играл за «МУВД на ВВ», а в 2008 за «МВД России-молодежная».